# Galassia Nana del Reticolo II
La Galassia Nana del Reticolo II è una galassia nana satellite della Via Lattea, probabilmente del tipo nana sferoidale. È situata nell'omonima costellazione alla distanza di circa 100.000 anni luce dalla Terra.

## Caratteristiche fisiche
La galassia è stata scoperta recentemente, insieme ad un gruppo di altre galassie nane, grazie ai dati raccolti dalla Dark Energy Survey (DES) utilizzando il Telescopio Víctor M. Blanco dell'Osservatorio di Cerro Tololo in Cile e la scoperta è stata annunciata nel marzo 2015.
Questa galassia, come altre galassie nane satelliti della Via Lattea (ad esempio la Galassia Nana del Triangolo II), possiede una massa costituita per il 99% circa da materia oscura. Utilizzando i dati ottenuti con il Fermi Gamma-ray Space Telescope della NASA, Geringer-Sameth e Matthew Walker dell'Università Carnegie Mellon e Savvas Koushiappas dell'Università Brown hanno rilevato una intensa emissione di raggi gamma provenienti dalla Galassia Nana del Reticolo II, che potrebbe essere la firma della presenza della materia oscura. Si ipotizza che la materia oscura sia costituita dalle WIMP, le elusive particelle che scontrandosi vanno incontro ad annichilazione e ad emissione di raggi gamma.  Ulteriori studi sono in corso per confermare la scoperta.